# Дизајн аутомобила
Дизајн аутомобила је специјализована област индустријског дизајна која је посвећена развоју спољашњег изгледа, и у извесној мери ергономији моторног возила или прецизније друмских возила.
Дизајнер аутомобила је одговоран за спољашњи изглед и укупне естетске вредности моторних возила у данашњем развоју, као и за непроизводне концептне моделе.
Дизајн се најчешће односи на аутомобиле, али се односи и на мотоцикле, камионе, аутобусе и комби возила. За функционалан дизајн и развој савремених моторних возила обично ради велики тим из различитих дисциплина укључујући и аутомобилски инжењеринг. Дизајн аутомобила се у овом контексту првенствено односи на развој визуелног изгледа или естетику возила. Аутомобилски дизајн практикују дизајнери који обично имају уметничку позадину и диплому из индустријског дизајна.
При дизајнирању возила, дизајерски тим се обично дели на три главна аспекта: дизајнирање екстеријера, дизајнирање ентеријера и дизајнирање боја и неких козметичких детаља. Графички дизајн је такође један вид аутомобилског дизајна.